# 1 Armia (Armia Czerwona)
1 Armia RFSRR (ros. 1-я армия РККА; 1 Armia Robotniczo-Chłopskiej Armii Czerwonej, 1 Armia Rosyjskiej Federacyjnej Socjalistycznej Republiki Radzieckiej) – związek taktyczny Robotniczo-Chłopskiej Armii Czerwonej utworzony w okresie wojny domowej w Rosji. 1 Armia tworzona była dwukrotnie – w marcu 1918 roku w związku z kontrofensywą wojsk austriacko-niemieckich na Ukrainę – w maju 1918 została rozwiązana. Ponownie utworzona w czerwcu 1918 weszła w skład Frontu Wschodniego. W sierpniu 1919 przeniesiona na Front Turkiestański. Rozwiązana w styczniu 1921.

## I formowanie
17 marca 1918 w Jekaterynosławiu rozpoczął obrady II Wszechukraiński Zjazd Rad, który przyjął rezolucję dotyczącą organizacji sił wojskowych, zobowiązującą delegatów do pracy organizacyjnej w każdym mieście i siole celem stworzenia sił zbrojnych Ukraińskiej Republiki Radzieckiej. W ramach tych prac następowało scalanie oddziałów Gwardii Czerwonej, byłej armii Imperium Rosyjskiego i oddziałów wojskowych republik radzieckich w 5 Armii, liczących do 3–3,5 tys. żołnierzy. Faktycznie armie te były brygadami o ograniczonych możliwościach.
Formowanie 1 Armii (1 Rewolucyjnej Armii) rozpoczęło się w rejonie Birzudy na początku marca 1918 i zbiegło się z natarciem na Ukrainę austro-niemieckich interwentów. Dowódcą Armii został Asiejew. W skład Armii weszły oddziały z Akkermanu, Jelizawietgradu i innych miejscowości. W kwietniu jej stan wynosił około 30 tys. żołnierzy. W maju 1918 Armia została rozformowana.

### Działania bojowe
W marcu 1918 Armia toczyła walki z wojskami niemieckimi na kierunku odeskim, cofając się w rejon Krzemieńczuka, Znamianki, Krzywego Rogu. Wspierała 2 Armię w czasie walk na linii Nikopol – Aleksandrowsk, broniąc Jekaterynosławia. W kwietniu 1918 powstrzymywała natarcie interwentów w rejonie Jasynuwaty, Juzowki, Mariupola. W końcu kwietnia rozpoczęła odwrót z tych rejonów na linię Debalcewo – Zwieriewo, jednakże pod naporem wojsk niemieckich była zmuszona cofnąć się na linię Taganrog – Rostów nad Donem.

### Dowództwo
Dowódcy:
- Asiejew;
- P. Jegorow;
- S. Koziura;
- Karpow.

## II formowanie
Rozpoczęte na podstawie dyrektywy dowództwa Frontu Wschodniego z 19 czerwca 1918. Żołnierze Armii pochodzili z oddziałów działających na kierunku syzrańsko-symbirskim przeciwko Korpusowi Czechosłowackiemu i Ludowej Armii Komucza. Armia wchodziła w skład Frontu Wschodniego (od 11 kwietnia do 14 sierpnia 1919 była w składzie Południowej Grupy Armii Frontu Wschodniego), a od 15 sierpnia 1918 – Frontu Turkiestańskiego.
Została rozformowana w styczniu 1921.

### Skład
- 1 Turkiestańska Dywizja Strzelecka (listopad 1919 – lipiec 1920);
- Penzeńska Dywizja Piechoty, od marca 1919 – 20 Dywizja Strzelecka (lipiec 1918 – październik 1919);
- 25 Dywizja Strzelecka (I formowania) (styczeń – marzec 1919);
- 24 Dywizja Strzelecka (lipiec 1918 – maj 1919, sierpień – grudzień 1919);
- 49 Dywizja Strzelecka (czerwiec – listopad 1919);
- Wolska Dywizja Piechoty (sierpień – wrzesień 1918, październik 1918);
- Inzeńska Dywizja Rewolucyjna (czerwiec – grudzień 1918);
- Orenburska Dywizja Strzelecka (luty – marzec 1919);
- 1 Turkmeńska Dywizja Kawaleryjska (wrzesień – listopad 1920);
- 3 Turkmeńska Dywizja Kawaleryjska (lipiec 1919 – październik 1920).

### Działania bojowe
W 1918 prowadziła działania bojowe na Powołżu przeciwko białogwardzistom i korpusowi czechosłowackiemu. Uczestniczyła w natarciu Frontu Wschodniego 1918–1919, w operacji symbirskiej i syzrańsko-samarskiej, zajmując Samarę (wrzesień – październik 1918), Sterlitamak (grudzień 1918), Orenburg (styczeń 1919). W czasie wiosennego natarcia Armii Rosyjskiej adm. Aleksandra Kołczaka w 1919 utrzymywała obronę na kierunkach sterlitamańskim i orenburskim. Od kwietnia do czerwca 1818 uczestniczyła w kontruderzeniu Frontu Wschodniego, walcząc z wojskami Południowej Armii adm. Kołczaka i zabezpieczając natarcie w operacji bugurusłańskiej i bielebiejskiej.
Od sierpnia do września działała w składzie Frontu Turkiestańskiego, uczestnicząc w rozbiciu Południowej Armii adm. Kołczaka i Samodzielnej Armii Uralskiej. W czasie operacji aktiubińskiej 13 września 1919 połączyła się w rejonie stacji kolejowej Mugodżary z wojskami Turkiestańskkiej Autonomicznej Socjalistycznej Republiki Radzieckiej. Część wojsk 1 Armii kontynuowała walki przeciwko białym kozakom w obwodzie uralskim do kwietnia 1920, inna część wojsk od listopada 1919 do marca 1920 zajęła obwód zakaspijski, uczestniczyła w operacji chiwińskiej i bucharskiej. Następnie Armia walczyła z basmaczami.

### Dowództwo
Dowódcy
- A. Charczenko (19–28 czerwca 1918, przeszedł na stronę białych);
- Michaił Tuchaczewski (28 czerwca 1918 – 4 stycznia 1919);
- Gaja Gaj (4 stycznia – 25 maja 1919);
- Gieorgij Zinowjew (25 maja 1919 – 12 listopada 1920);
- Pawieł Zacharow (cz.p.o. 12 listopada – 4 grudnia 1920, 4–27 stycznia 1921);
- Iosif Błażewicz (4 grudnia 1920 – 4 stycznia 1921).

Członkowie Wojskowej Rady Rewolucyjnej
- Oskar Kalnin (16 czerwca 1918 – 7 kwietnia 1919);
- Walerian Kujbyszew (15 lipca – 13 września 1918);
- Siergiej Miedwiediew (14 września 1918 – 20 stycznia 1919);
- Głafira Okułowa-Teodorowicz (4 kwietnia – 6 czerwca 1919);
- W. Kuranow (12 kwietnia – 30 maja 1919);
- A. Diakonow (7 czerwca – 23 września 1919);
- A. Mirskin (7 czerwca – 19 lipca 1919);
- Szalwa Eliawa (8 czerwca – 4 sierpnia 1919);
- W. Pokrowski (24 lipca – 18 listopada 1919);
- Konstantin Awksentjewski (22 sierpnia – 19 listopada 1919);
- Piotr Baranow (19 października 1919 – 27 września 1921);
- Nikołaj Paskuckij (13 stycznia – 14 sierpnia 1920);
- W. Pletniew (10 sierpnia 1920 – 14 stycznia 1921);
- N. Nieriezin (9 września 1920 – 27 stycznia 1921);
- N. Woronin (9 listopada 1920 – 21 stycznia 1921).

Szefowie sztabu
- Rudolf Szimunicz (16 czerwca – 11 lipca 1919);
- Iwan Zacharow (11 lipca – 15 sierpnia 1918);
- Nikołaj Korickij (15 sierpnia – 28 listopada 1918);
- Fiodor Szafałowicz (28 listopada 1918 – 9 września 1920);
- Pawieł Zacharow (9 września 1920 – 12 listopada 1920, 4 grudnia 1920 – 27 stycznia 1921);
- W. Kulikow (cz.p.o., 12 listopada – 4 grudnia 1920).